# Korsholms slott

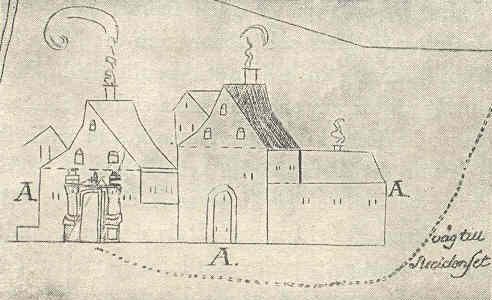
Byggnader på Korsholms vallar, vinjett på en karta från åren efter 1752. Inga samtida avbildningar av Korsholms slott har bevarats.

Korsholms slott (uttalas [Korshólm]) var ett svenskt träslott beläget på Korsholms vallar i närheten av det som nu kallas för Gamla Vasa i Österbotten, Finland. Det tillkom troligen i slutet av 1360-talet och blev då säte för länsherren i Korsholms län, som omfattade områden på båda sidor om Norra Kvarken och Bottenviken, från Umeå socken och norrut. Slottet förlorade sin funktion på grund av landhöjningen och omvandlades i början av 1500-talet till Korsholms kungsgård. Inga byggnader finns i dag kvar på Korsholms vallar, men de försågs 1894 med ett minnesmärke.

## Namnet
Det första kända skriftliga omnämnandet av namnet Korsholm är från 1384, då i den tyska formen Crysseborgh. År 1388 skrevs det Krytzeborgh. Från och med 1393 användes den försvenskade formen Korsholm. Dagens Korsholms kommun hette fram till 1927 Mustasaari socken också på svenska. I äldre källor syftar därför ortsnamnet Korsholm enbart på Korsholms slott och Korsholms kungsgård.

## Slottstiden

### Uppbyggnad

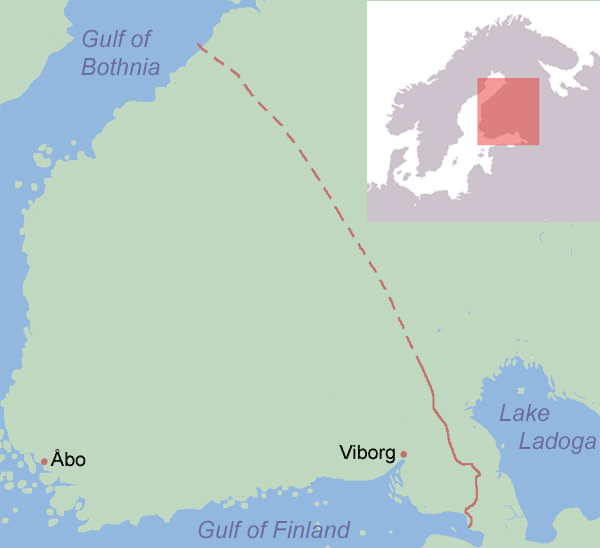
Gränsen mellan Sverige och Novgorod som den fastställdes i Nöteborgstraktaten 1323, enligt Jarl Galléns tolkning.

Korsholms slott anlades troligen i slutet av 1360-talet av den svenske kungen Albrekt av Mecklenburg. Platsen hade då strategisk betydelse i och med att den gräns som fastställts mellan Sverige och Republiken Novgorod i Nöteborgstraktaten 1323 och slutade vid Pyhäjoki älv i Österbotten.
Slottet byggdes på en liten holme vid den dåvarande kustlinjen, nu en kulle ungefär sju kilometer sydost om Vasas nuvarande centrum. På 1300-talet låg holmen strax utanför ön Mustasaari, där det sedan tidigare fanns en handelsplats. Slottet placerades på en sex–sju meter hög kulle, en del av en bruten rullstensås vilken försågs med en fyrsidig fästningsvall kring krönet. Vid kullens fot byggdes ytterligare en vall och därtill en vattengrav runt hela anläggningen. Vid ingången till slottet fanns en vindbrygga. Troligen var Korsholms slott byggt av trä. Vid arkeologiska utgrävningar har jordfynd kunnat dateras till slutet av 1300-talet och 1400-talet. I inventarieförteckningar från 1500-talet nämns skorstenar som de enda murade byggnadsdelarna på Korsholms vallar.
I början av 1500-talet förlorade befästningarna vid Korsholm sin betydelse på grund av landhöjningen och området började i stället omtalas som Korsholms kungsgård.

### Slottsherrar

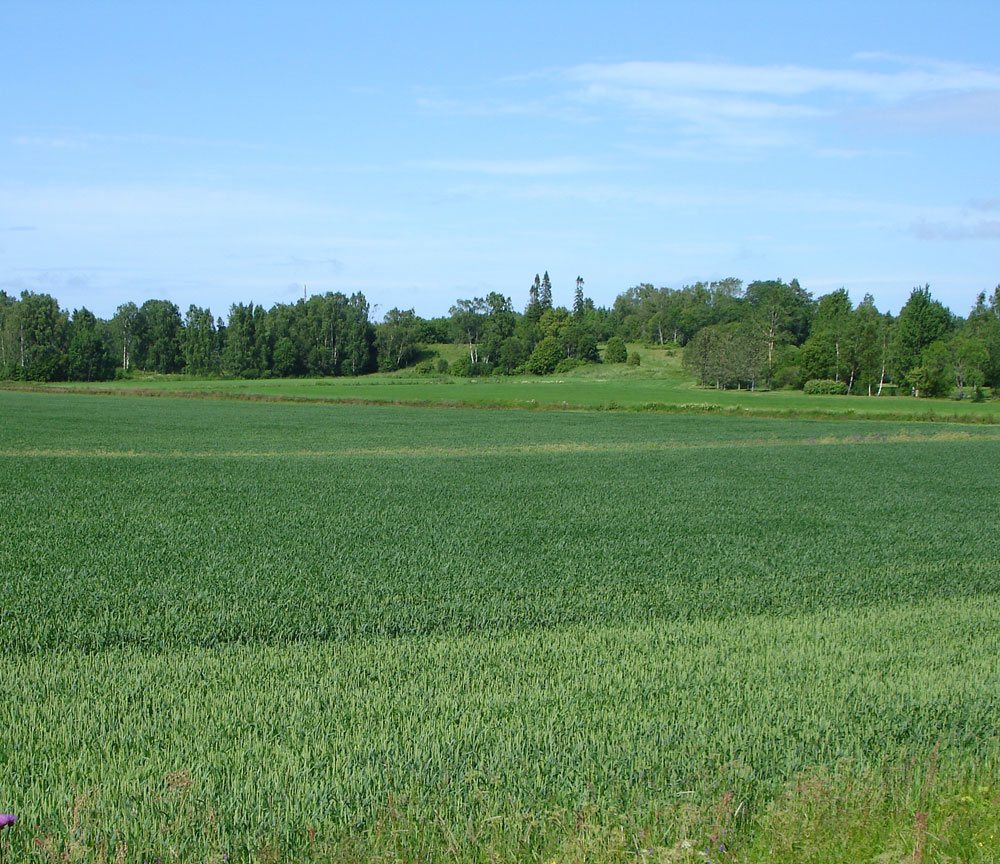
I bakgrunden syns kullen där Korsholms slott låg. Åkrarna i förgrunden var hav när slottet anlades.

Korsholms första slottsherre var Bo Jonsson (Grip), en av de svenska adelsmän som medverkat till att Albrekt av Mecklenburg blev kung. Det är i Bo Jonssons testamente från 1384 som Korsholms slott omnämns för första gången. Bo Jonsson blev Albrekts högste ombudsman och fick ett stort antal förläningar, bland annat hela Finland och det så kallade Stor-Hälsingland (motsvarande ungefär dagens Hälsingland, Ångermanland, Medelpad och södra Västerbotten eller så långt norrut den svenska bebyggelsen sträckte sig längs kusten). Bo Jonsson behärskade således kustlandet på ömse sidor om Norra Kvarken och skötte detta område som ett enda län, Korsholms län, vilket bröt det gamla administrativa sambandet med Hälsingland. Bo Jonsson var dock inte själv verksam på Korsholms slott utan tillsatte den svenske riddaren Filpus (Filip) Karlsson, som tillhörde Bjälboättens oäkta gren, som fogde. Denne fortsatte att förvalta förläningen även efter Bo Jonssons död 1386. År 1388 nämns Filipus Karlsson till och med som innehavare av "Krytzeborgh meth thæs føcheti tel liggælsæ", det vill säga av Korsholm med tillhörande fögderi, som då överläts åt drottning Margareta.
Efter Bo Jonssons död försökte kung Albrekt dra in hans förläningar och gods till kronan. De stormän som skulle verkställa Bo Jonssons testamente vände sig då till drottning Margareta i Danmark med bön om hjälp, Albrekt togs till fånga och Margareta tillträdde som drottning 1389. Sedan Albrekt släppts fri 1395 försökte han återta makten med hjälp av de så kallade vitaliebröderna som upprättade ett sjörövarvälde över Östersjön. De intog fästen på båda sidor om Bottenviken, däribland Korsholms slott i mitten av 1390-talet. År 1398 träffade vitaliebröderna en förlikning med drottning Margareta om att till henne avträda Korsholm "med Norrabotnen med all de län, därintill ligger". Korsholm var det sista fästet som de överlämnade, senast 20 april 1399. Därmed återgick Bo Jonssons förläning i norr till kronan. Som befallningsman på slottet satte Margareta in den före detta vitaliebrodern Otte Peccatel.
Sedan Otte Peccatel avlidit, troligen på 1410-talet, lämnades Korsholm som förläning till Nils Gustafsson (Rossviksätten), även kallad Nils Gustafsson Båt. Denne gifte sig 1428 med Birgitta Ottesdotter Peccatel, sannolikt dotter till Otte Peccatel, och lät under 1430-talet sonen Erik Puke ta över förvaltningen av länet. Både far och son deltog i Engelbrektsupproret 1434–1436, Erik Puke eventuellt tillsammans med folk från Korsholms län. Under Erik Pukes bortavaro fungerade Elof Djäkn som dennes ställföreträdare på slottet. Sedan kung Erik av Pommern avsatts fortsatte Erik Puke att förvalta förläningen fram till början av 1437, då rivaliteten med Karl Knutsson (Bonde) slutade med Erik Pukes avrättning (se Pukefejden). Korsholms län förblev Nils Gustafssons fram till dennes död 1440.
Efter Nils Gustafssons död begärde Karl Knutsson Bonde hela Finland, inklusive Korsholms slottslän, som livstidsförläning, och i juli 1441 fick denne "all riksens slott i Österland". Hans gamle motståndare Krister Nilsson (Vasa) lyckades dock beröva Karl Knutsson större delen av hans förläning. I den förlikning som träffades mellan Krister Nilsson och Karl Knutsson 1441 delades Korsholms län i en västlig och en östlig del så att bara områden i det nuvarande Finland hädanefter lydde under fogden på Korsholm. Trots att förlikningen även innebar att Krister Nilsson och hans arvingar skulle inneha det förminskade Korsholms län i fjorton år återfick Karl Knutsson det ganska snart efter Krister Nilssons död 1442. Som fogdar under Karl Knutssons tid på Korsholm fungerade Ingvar Nilsson Diekn och Sten Henriksson.
Ca 1460 innehade Ivar Axelsson (Tott) Korsholm. 1465 avsade sig Karl Knutsson Bonde kronan och erhöll då Raseborgs och Korsholms län i förläning. 1467 kallades Karl Knutsson på nytt till kung och hans län övergick då till att bli en del av konungen så kallade fatebursandel.
Efter Karl Knutssons död 1470 återlöste kronan Korsholm, som blev en del av Sten Sture den äldres län, och som fogde insattes Hans Andersson Reen. Denne är känd för att i samband med en konflikt med Moskvariket 1489 ha låtit gripa 21 ryssar och halshugga 17 av dem. Vid Sten Stures död 1503 över gick förläningen till hans änka, Ingeborg Åkesdotter (Tott). Redan 1504 tvingades hon dock överlämna Korsholm till riksföreståndaren Svante Nilsson (Sture), eftersom makens dödsbo hade en skuld på över 10 000 mark till honom. Svante Nilsson innehade Korsholm fram till 1512. Mellan 1512 och 1517 innehades Korsholm av Göran Hansson till Norrnäs. Vid hans död fick hans änka Ingeborg Sparre överta förläningen tills hon gifte om sig med Krister Horn. Då återgick Korsholm till kronan. 
I och med att Sverige tog kontroll över hela kustremsan öster om Bottenviken fick Korsholms slott allt mindre strategisk betydelse och i ett pantbrev från 1505 kallas det inte längre för slott utan för kronans gård, det vill säga kungsgård. I stället för Korsholms slott etablerades Korsholms kungsgård på samma plats, som fortsättningsvis var fogderesidens och Österbottens administrativa centrum.

### Innehavare under slottstiden[8]
- Bo Jonsson (Grip) (1370-t–86)
- Bo Jonssons dödsbo (1386–1388)
- Drottning Margareta (1388–1396)
- [1396–1399 Korsholm intaget av vitalianerna]
- Karl Karlsson Öra (före 1420)
- Nils Gustafsson (Rossvikätten) (tidigast 1413–1440)
- Krister Nilsson (Vasa) (1441–1442)
- Claus Plata (1456–)
- Karl Knutsson (Bonde) (1465–1470)
- Svenska kronan (riksföreståndare Sten Sture den äldre) (1470–1497)
- Sten Sture den äldre (1497–1503)
- Ingeborg Åkesdotter (Tott) 1503–1504
- Svante Nilsson (Sture) (1504–1511)
- Göran Hansson (Stiernsköld) (1512–1517)
- Ingeborg Siggesdotter (Sparre) (1517–1518)
- [1517–1521 troligen intaget av danska trupper]
- Återgick till kronan – Gustav Vasa 1521

### Fogdar under slottstiden[8]
- Filip(us) Karlsson (Bjälboättens oäkta gren) (cirka 1388–1396)
- [1396–1399 Korsholm intaget av vitalianerna]
- Otte von Peckatel (någon gång 1396–1418) (oklart när och i vilken ställning)
- Erik Puke (1434–1437)
- Johan Fredebern till Körunda (åtminstone 1440)
- Ingvar Nilsson Dieken (1442–1454)
- Sten Henriksson Renhuvud Finne (åtminstone 1454–1456)
- Peder Laurensson (åtminstone 1477–1481)
- Hans Andersson Reen (åtminstone 1489–1498)
- Herman Hermansson (åtminstone 1504)
- Anders Bengtsson (åtminstone 1506–1508)
- Kettil Skrivare Påvalsson eller Pålsson (åtminstone 1508–senast 1514)
- [1517–1521 troligen intaget av danska trupper]
- [Omformat till avelsgård, Korsholms kungsgård, 1522 av Gustav Vasa]

## Korsholms slott idag
Platsen där Korsholms slott stod heter Korsholms vallar. Inga spår av själva slottet finns kvar i dag. Man började bygga ett nytt hus på kullen åt länsherren 1748, och då försvann mycket av det gamla slottet. År 1851 byggde man återigen ett nytt hus, och då gjorde man kullen samtidigt mycket lägre. Då försvann säkert de sista resterna av Korsholms slott eller gårdar. Den stora branden som ödelade hela staden ett år senare 1852 gjorde slut på planerna att bygga hus på kullen, eftersom staden flyttades ut närmare kusten till Klemetsö, som då fick heta Nikolaistad och idag är Vasa stad. I dag kan man bredvid vägen upp till kullen se något som liknar början till en byggnad, en fyrkantig stengrund. Högst uppe på kullen finns idag ett stenkors rest till minne av kristendomens införande i regionen. Enligt folklig tradition kom korsfarare från Sverige till Korsholms vallar, reste ett stort kors och utgick därifrån med sin verksamhet. Dessa uppfattningar har dock inget historiskt stöd. Korset restes vid 1800-talets slut för att skydda Korsholms vallar - järnvägsbolaget som byggde spår till hamnen på Vasklot hade redan 1875 anhållit om att få schakta bort Korsholms vallar och använda dem som fyllnadsmaterial i den järnvägsbank som byggdes. Den fylldnadsjorden togs runt kyrkoruinerna och skolruinerna. I fylldnadsjorden utefter Vasklots bank kunde man därför länge hitta kritpipor. Initiativ till resandet av korset togs av Finska fornminnesföreningen. Texten på granitkorset säger att "Här restes Kristi kors i hednisk nord". Det avtäcktes den 19 juni 1894 vid den stora sång- och musikfesten i Vasa detta år. I slutet av 1800-talet skulle den ryska administrationen inte ha godtagit skydd om man hänvisat till att området varit administrativt centrum under svenska tiden så man valde att i stället hänvisa till sägnerna om kristendomens införande.
Kungsgårdens ägor, bestående av cirka 730 hektar varav 130 hektar åker, ägs av samkommunen Svenska Österbottens förbund för utbildning och kultur och ingår i dag i Campus Kungsgården, där svenskspråkiga Yrkesakademin i Österbotten bedriver utbildningsverksamhet.